# Skolternas kulturhus
Skoltsamernas kulturhus (finska:Kolttien perinnetalo) är ett kulturhistoriskt museum i Sevettijärvi i Enare kommun i Finland.
Museet visar skolternas kultur och historia. Det är inrymt i ett omflyttningshus för skolter bredvid Sevettijärvi kyrka i Sevettijärvi. Den finländska staten byggde i slutet av 1940-talet standardbostadsdshus för från Petsamoområdet evakuerade skoltfamiljer. Till Sevettijärvi kom skolter från Suonikylä sameby, och där uppfördes 52 sådana hus. Huset som nu är museum uppfördes vid sjön Kirakkajärvi tillsammans med ett förrådshus. Det blev inte bebott och flyttades i början av 1990-talet till nuvarande plats.
På gårdsplanen utanför museibyggnaden finns ett mindre friluftsmuseum. Det består av en rekonstruerad traditionell sommarboplats från Suonikylä med stugor och förvaringsbodar på stolpar, njallor.
Skoltsamernas kulturhus sköts av Sámimusea Siida i Enare. 